# Calathea allenii
Calathea allenii är en strimbladsväxtart som beskrevs av Robert Everard Woodson. Calathea allenii ingår i släktet Calathea och familjen strimbladsväxter. Inga underarter finns listade.